# Hayato Hashimoto
Hayato Hashimoto (Fukui, 15 de setembro de 1981) é um futebolista profissional japonês que atua como meia. Atualmente joga pelo DRB-Hicom, da Malásia.